# Bliżnie-Piesocznoje
Bliżnie-Piesocznoje (ros. Ближне-Песочное) – osiedle typu miejskiego w Rosji, w obwodzie niżnonowogrodzkim, w okręgu miejskim Wyksy. W 2010 liczyło 2917 mieszkańców.